# Roberto Martínez
Roberto Martínez Montoliu (* 13. Juli 1973 in Balaguer, Katalonien) ist ein ehemaliger spanischer Fußballspieler und heutiger -trainer.
Seit 1995 war er als Spieler sowie Trainer in Großbritannien tätig und stand dabei als Aktiver bei Wigan Athletic, beim FC Motherwell, Swansea City und bei Chester City unter Vertrag. In Swansea wurde Martínez auch später Trainer, bevor er dann gleichfalls in Wigan Chefcoach wurde und mit ihnen 2013 den FA Cup gewann. Von 2013 bis 2016 war er Cheftrainer des FC Everton und in der Folgezeit Trainer der belgischen Nationalmannschaft. Seit 2023 ist Roberto Martínez Chefcoach der portugiesischen Elf. 

## Vereinskarriere
Martínez begann seine Karriere als Fußballspieler beim spanischen Erstligisten Real Saragossa. Dort gab er sein Profidebüt am 20. Juni 1993 im Spiel gegen Atlético Madrid. Er wurde in der 55. Minute für Luis Carlos Cuartero eingewechselt. Im Sommer 1993 wechselte er zum CF Balaguer, der damals in der Gruppe 5 der Tercera División spielte.
Am 25. Juli 1995 folgte er seinen beiden spanischen Landsleuten Jesús Seba und Isidro Díaz in die englische Football League Third Division zu Wigan Athletic. Bekannt wurden sie als die „Three Amigos“. Insgesamt war Martínez sieben Jahre in Wigan. Er erzielte 24 Tore in 226 Pflichtspielen. 2001 wechselte er ablösefrei zum FC Motherwell in die Scottish Premier League. Er spielte eine Saison in Schottland und kam dabei auf 16 Spiele, in denen er achtmal eingewechselt wurde. Im August 2002 wechselte er ablösefrei zum FC Walsall in England. Auch dort wurde er nicht regelmäßig eingesetzt und kam während der ersten Hälfte der Saison 2002/03 auf sechs Einsätze. Im Januar 2003 wechselte er zu Swansea City. Erst wurde er nur für ein halbes Jahr verpflichtet. Während der Rückrunde wurde er Mannschaftskapitän und zu einer festen Größe im Spiel der Waliser. Im Juni 2003 unterschrieb er einen längerfristigen Vertrag und war von 2003 bis 2006 einer der führenden Spieler der Mannschaft.
Im Mai 2006 wechselte Martínez ablösefrei zu Chester City. Im Februar 2007 beendete er seine Laufbahn als Fußballspieler und wurde Trainer bei Swansea City.

## Trainerkarriere

### Swansea City
Im Oktober 2007 wurde Martínez Trainer des Monats. Er erzielte mit seiner Mannschaft vier Siege in Folge, darunter ein 5:0 gegen Leyton Orient und ein 4:1 gegen den AFC Bournemouth. Im Mai 2008 wurde er erneut als Trainer des Jahres nominiert und schaffte mit Swansea den Aufstieg in die Football League Championship. Nach 24 Jahren stand Swansea zum ersten Mal wieder in der zweithöchsten englischen Liga. Das erste Spiel wurde mit 2:0 gegen Charlton Athletic verloren. Im weiteren Verlauf der Saison verlor Martínez mit seiner Mannschaft nur vier von 30 Spielen. Swansea City gewann auch gegen den Premier League Verein FC Portsmouth im FA Cup. Die Saison wurde auf dem achten Platz beendet.
Während seiner Zeit bei Swansea City betonte er immer wieder, er würde den Verein nur verlassen, wenn er gezwungen würde. Er kritisierte auch oft Spieler, die nur des Geldes wegen zu größeren Vereinen wechselten.
Im Juni 2009 gab es Anfragen von Celtic Glasgow und Wigan Athletic an Swansea City, um mit Martínez über mögliche neue Aufgaben in deren Vereinen reden zu können. Nachdem Martínez diese Anfragen abgelehnt hatte, wurde er schließlich als neuer Trainer bei Wigan Athletic bestätigt. Er unterschrieb einen Dreijahresvertrag. Der Besitzer des Vereins, Dave Whelan, gab an, dass Martínez auf jeden Fall die nächsten drei Jahre Trainer sein wird, auch wenn der Verein absteigen sollte.

### Wigan Athletic
Nachdem Martínez Swansea verlassen hatte, nahmen ihm viele Anhänger des Vereins seinen Kommentar, er würde den Verein nur verlassen, wenn er dazu gezwungen werde, übel, da er ja freiwillig Swansea verlassen hatte. Er wurde sogar als Judas beschimpft, weil er Jason Scotland und Jordi Gómez nach Wigan lotste.
Sein erstes Spiel als Trainer bei Wigan gewann er beim Auftaktspiel der Saison 2009/10 gegen Aston Villa. Er erlebte eine Saison mit hohen Niederlagen gegen Tottenham Hotspur (1:9) und den FC Chelsea (0:8). Mit einer Tordifferenz von −42 stellte Wigan Athletic einen neuen Negativrekord in der Premier League auf. Am Ende der Saison vermied die Mannschaft jedoch mit dem 16. Platz den Abstieg in die Football League Championship. Mit Athletic gewann Martínez am 11. Mai 2013 gegen den Favoriten Manchester City das 132. FA-Cup-Finale mit 1:0, stieg jedoch mit dem Verein am Ende der Saison 2012/13 aus der Premier League ab. Martínez und Wigan Athletic vereinbarten daraufhin eine Auflösung seines noch laufenden Vertrags.

### FC Everton
Zur Saison 2013/14 übernahm Martínez als Nachfolger von David Moyes den Posten des Cheftrainers beim FC Everton. Die Hinrunde wurde auf dem vierten Platz abgeschlossen, fünf Punkte hinter Tabellenführer FC Arsenal. Zum Ende der gesamten Spielzeit stand die Mannschaft auf dem fünften Rang und qualifizierte sich somit für die UEFA Europa League.
Die Saison 2014/15 beendete man im Mittelfeld auf dem 11. Platz. Am 12. Mai 2016, einen Spieltag vor dem Ende der Premier-League-Saison 2015/16 wurde Martínez entlassen. Zu dem Zeitpunkt stand die Mannschaft auf dem 12. Tabellenplatz und hatte zuletzt mit 0:3 gegen Abstiegskandidat AFC Sunderland verloren. Im Ligapokal war sein Team im Halbfinale gegen Manchester City ausgeschieden.

### Belgische Nationalmannschaft
Von Anfang August 2016 bis Ende 2022 war Martínez Trainer der belgischen Nationalmannschaft. Bei der Weltmeisterschaft 2018 in Russland konnte er mit der Nationalmannschaft den dritten Platz erringen. Drei Jahre später nahm er als Trainer des belgischen Kaders an der Europameisterschaft 2021 teil, bei der man im Viertelfinale an Italien scheiterte. Als Belgien in der Gruppenphase bei der Weltmeisterschaft 2022 ausschied, trat er als Teamchef zurück.

### Portugiesische Nationalmannschaft
Anfang 2023 übernahm Martínez die Trainerstelle der portugiesischen Nationalmannschaft.

## Titel
Als Nationaltrainer
- UEFA-Nations-League-Sieger: 2025 (Portugal)

Als Vereinstrainer
- Englischer Pokalsieger: 2013 (Wigan Athletic)
- Englischer Drittligameister und Aufstieg in die Championship: 2008 (Swansea City)

## Sonstiges
Am 26. Juni 2009 heiratete er seine schottische Freundin Beth Thompson in der Cathedral Church of Saint Joseph in Swansea. Das Paar lernte sich 2001 kennen, während Martínez in Motherwell spielte. Martínez ist Vater zweier Töchter.
Während der Fußball-Weltmeisterschaft 2010 war er Co-Kommentator bei ESPN.